# Blockgletscher

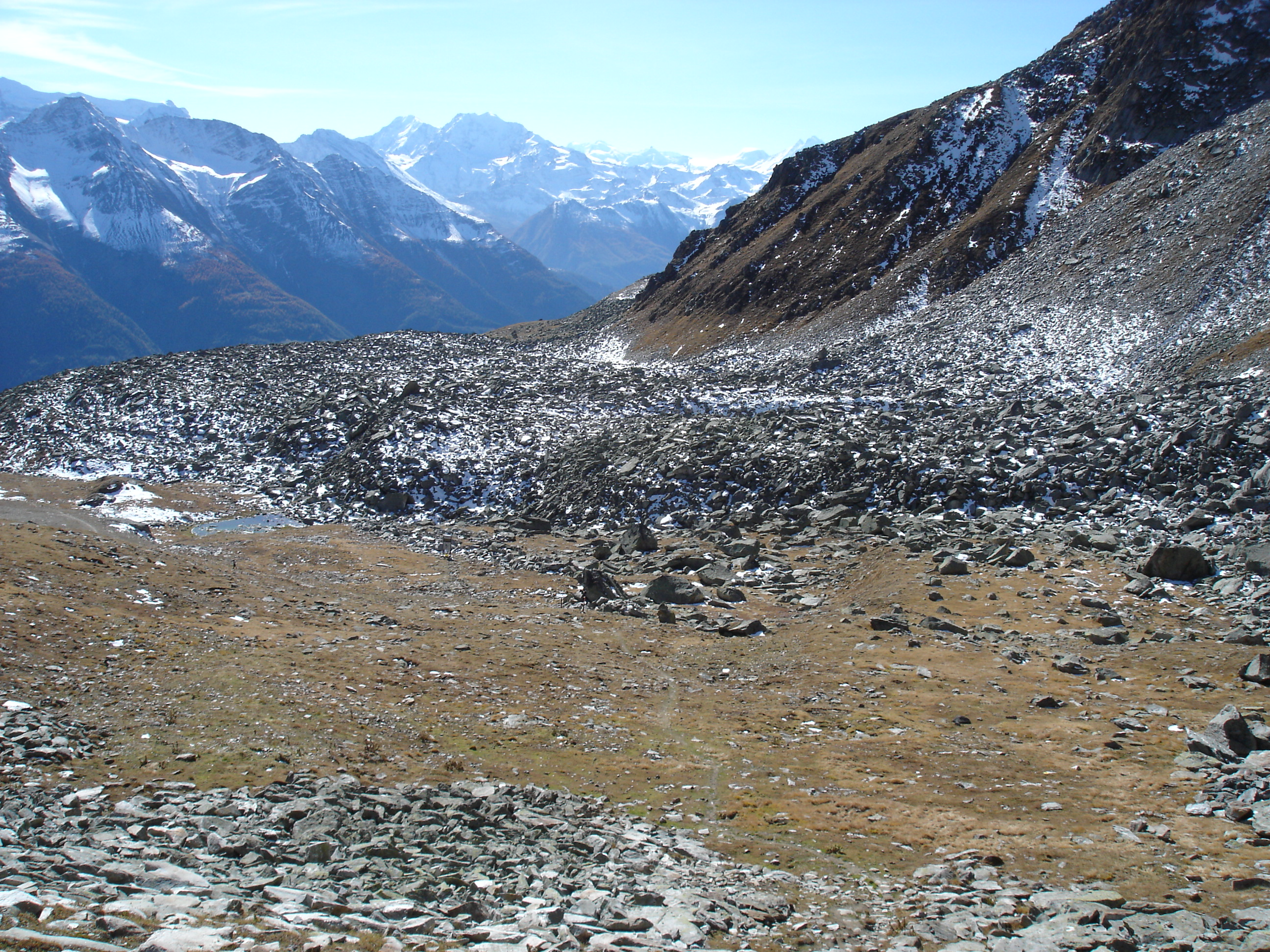
Blockgletscher am Bettmerhorn

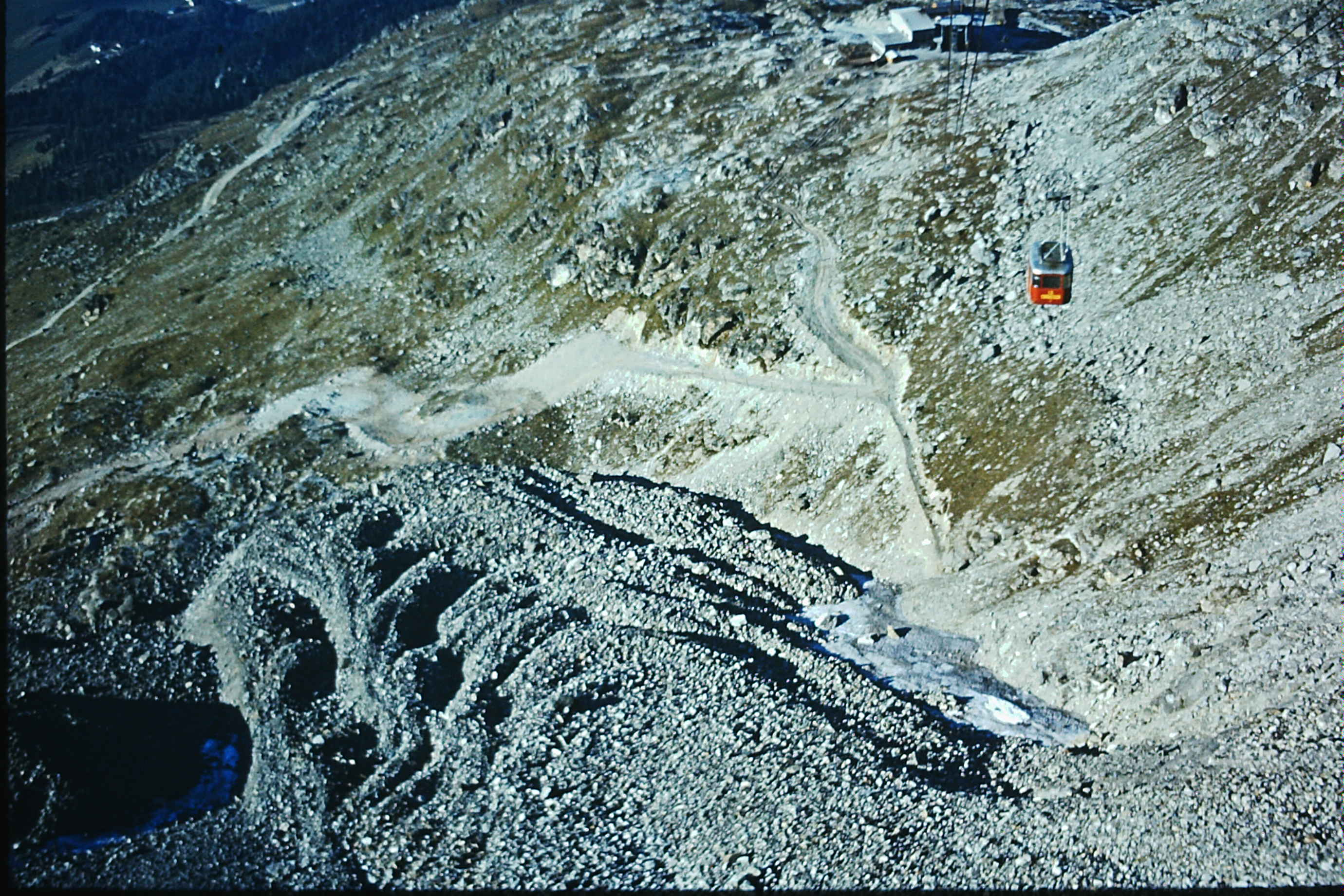
Blockgletscher Murtél am Piz Corvatsch (3450 m). Die Stirn des Blockgletschers liegt auf einer Höhe von 2620 m.

Blockgletscher sind Schutt-Eis-Gemenge, die sich infolge des gefrorenen Kerns (Permafrost) im aktiven Zustand langsam hangabwärts bewegen.
Sie bestehen aus gefrorenem Lockermaterial wie Hangschutt oder Moräne. Da das Gestein-Eis-Gemisch unter dem oberflächlichen Schutt des Auftaubodens verborgen ist, sind Blockgletscher für Laien oft nur schwer erkennbar. Sie gelten als typisches Landschaftselement des alpinen Permafrosts und kommen in vielen Hochgebirgsregionen der Erde vor.

## Entstehung
Optimale Bildungsbedingungen für Blockgletscher herrschen in Gebirgen und Gebirgsbereichen unter winterlich kontinental geprägten Klimaten. Eine nicht vorhandene bzw. nur dünne Schneedecke und langanhaltende Temperaturen deutlich unter dem Gefrierpunkt führen hier zu intensiver tiefreichender Abkühlung und Gefrieren des Substrates. Hat sich erst zu Beginn der Ablationsphase im Frühjahr eine ausreichend mächtige Schneedecke > 80 cm ausgebildet, so wirkt sie konservierend auf den gefrorenen Boden. Blockgletscher finden sich daher in den Alpen vor allem in den inneralpinen Trockentälern des Engadin (z. B. Blockgletscher Murtél) und der Ostalpen (z. B. Blockgletscher Ölgrube im Kaunertal; Schobergruppe). Weitaus größere Blockgletscher finden sich im kontinental geprägten Tien-Shan-Gebirge (Kasachstan/Kirgisistan).
Die geomorphologische Untergrenze der Blockgletscher wird im Allgemeinen als die Untergrenze der Zone des diskontinuierlichen Permafrostes angesehen. Eine Ausnahme sind sehr schnell fließende Blockgletscher, die bis in die montane Höhenstufe vordringen können.

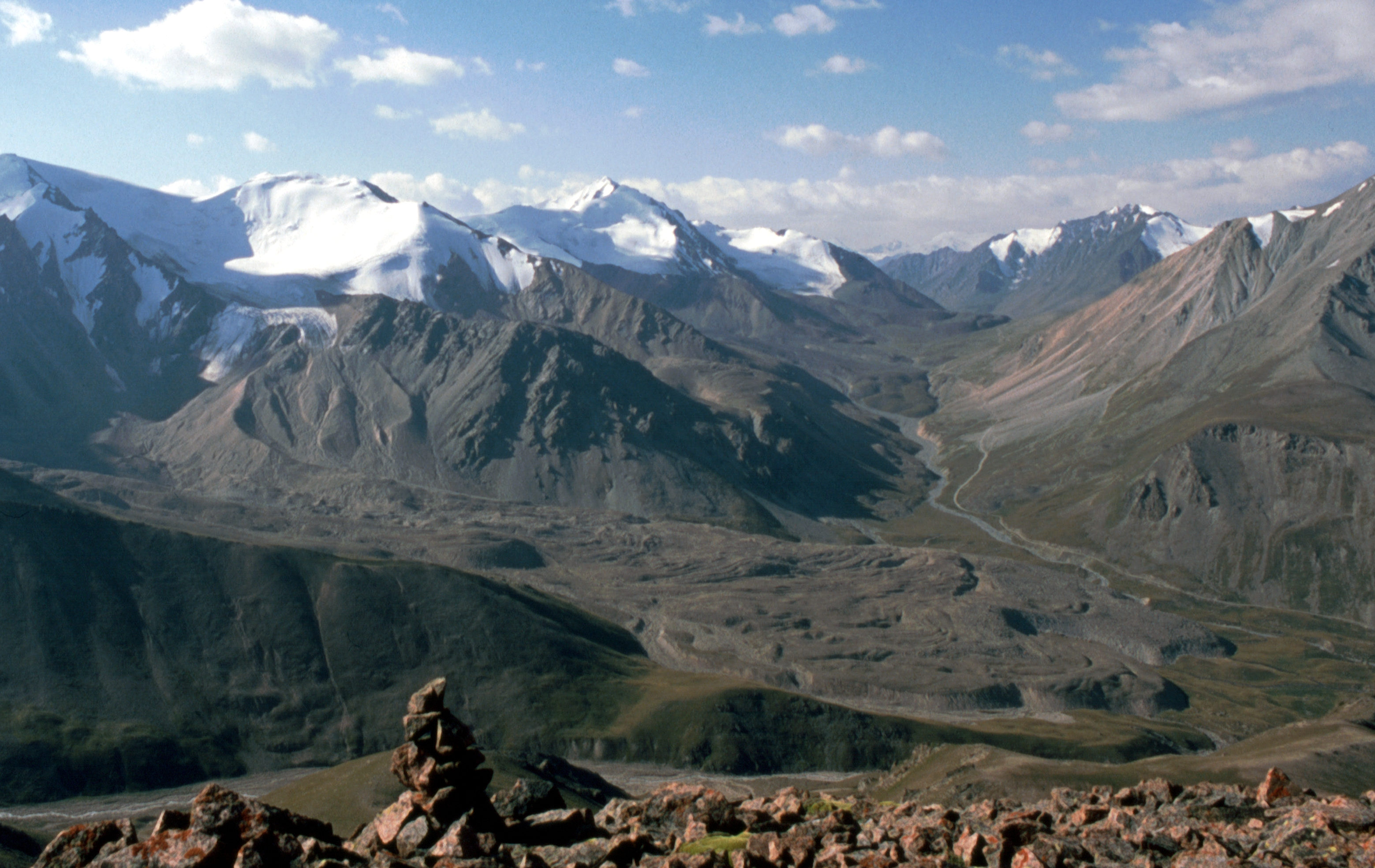
Blockgletscher ‘Gorodetsky’ im nördlichen Tien Shan (August 2005), Blockgletscher-Untergrenze bei ca. 3150 m, Koordinaten: 42.997°N, 77.032°E

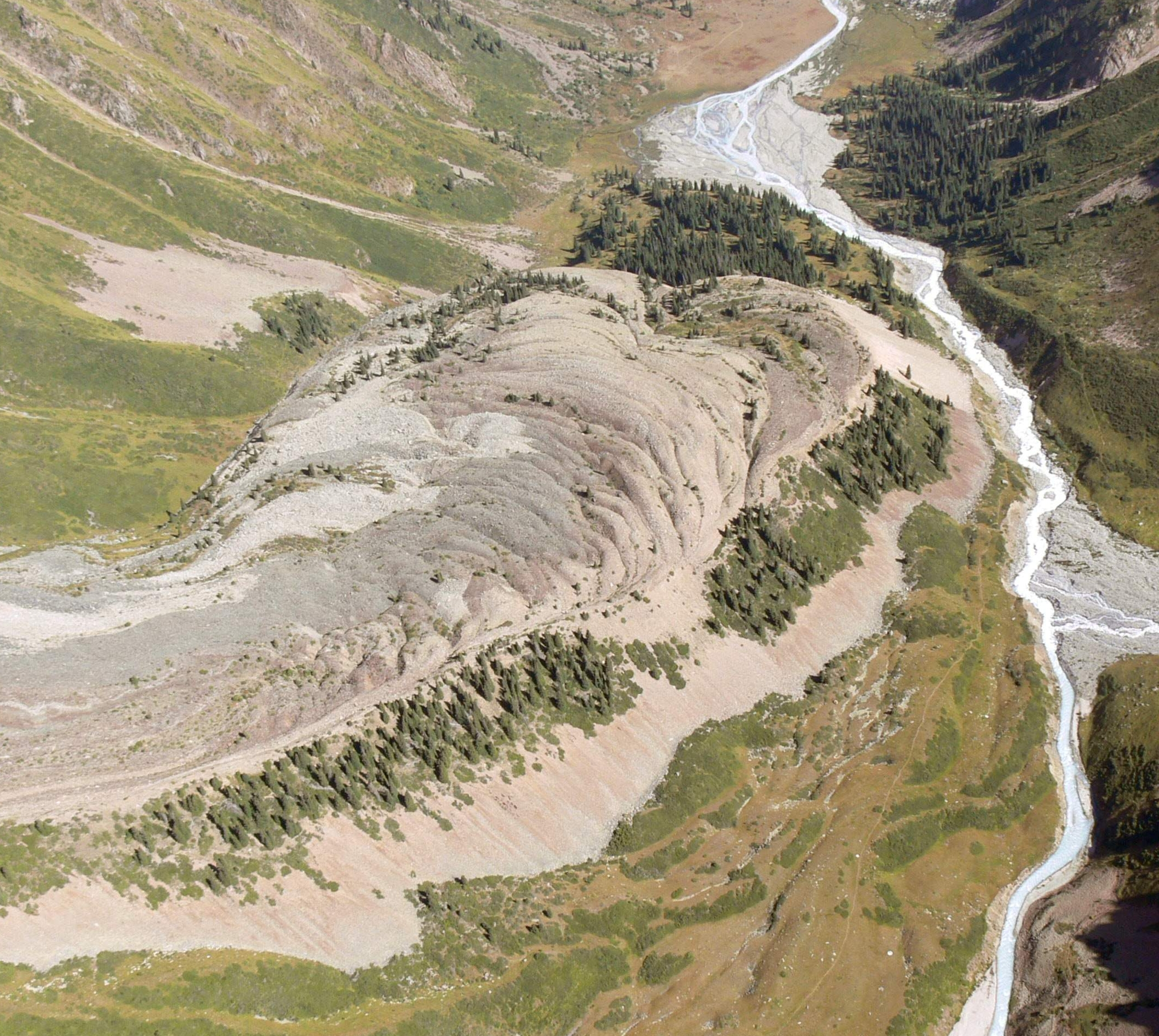
Sehr schnell fließender Blockgletscher ‘Ordshonikidze’ im nördlichen Tien Shan (August 2006) dringt bis in die montane Höhenstufe vor. Koordinaten: 43.069°N, 77.161°E

## Typen

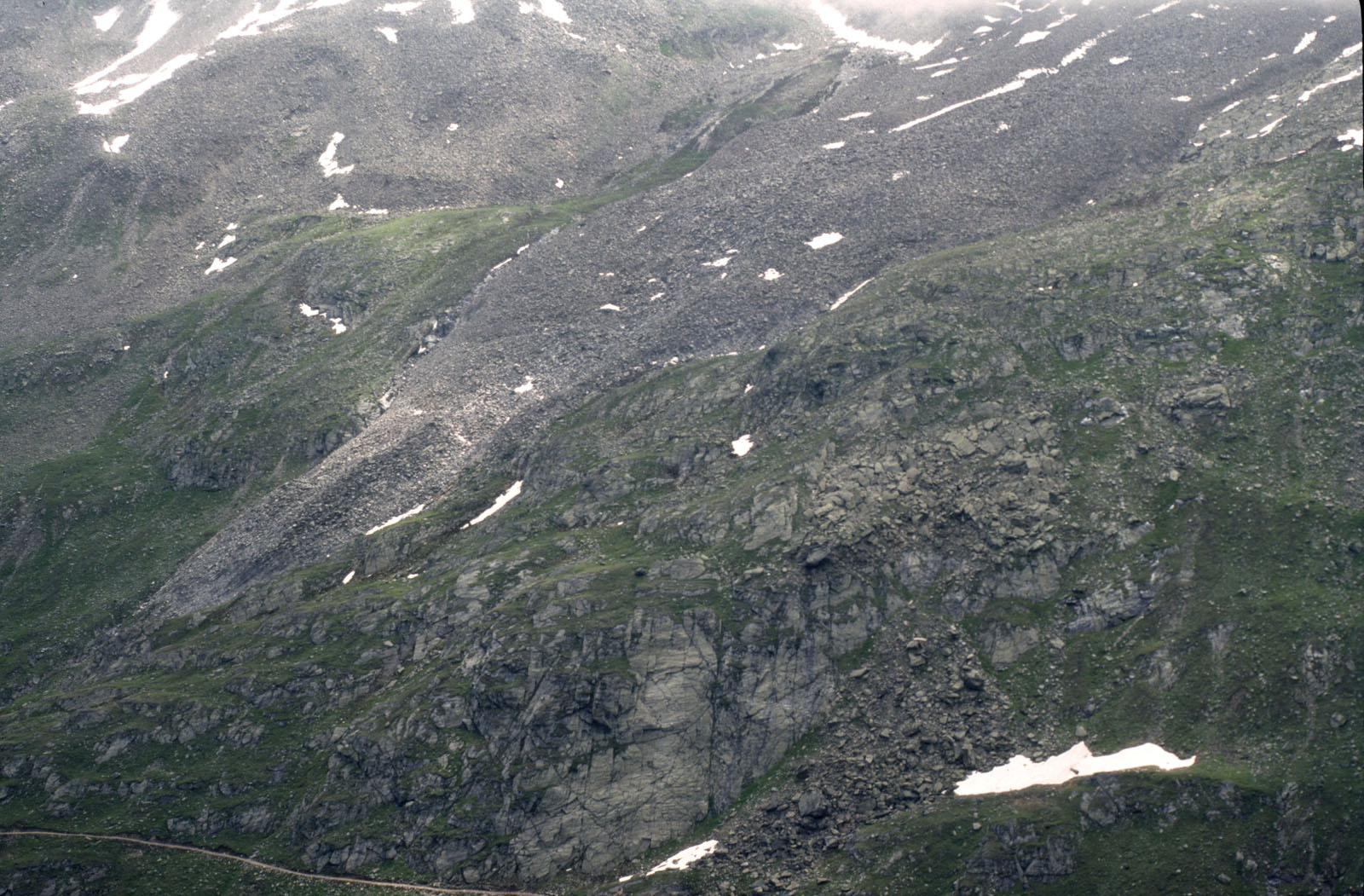
Blockgletscherzunge am Hangerer im Ötztal, Österreich

Im Gegensatz zu Gletschern zeigen Blockgletscher oberflächlich kein Eis, sondern eine grobblockige Oberfläche. Blockgletscher gelten als typische Erscheinungen des alpinen bzw. Hochgebirgs-Permafrosts, in dem Erosionsschutt mit gefrorenem Bodenwasser verklebt ist und so Bodeneis bildet. Sie können auch aus zurückschmelzenden, schuttbedeckten Kargletschern entstehen oder aus schuttreichen Moränen.
Je nach Aktivitätsgrad unterscheidet man drei Blockgletschertypen:
- Aktive Blockgletscher sind Massenbewegungen, die lavastromartig kriechen bis fließen. Sie bewegen sich typischerweise mit 0,10 bis 1 m/Jahr.
- Inaktive Blockgletscher bewegen sich nicht mehr, enthalten aber immer noch gefrorenes Material. Man spricht von
  - klimatischer Inaktivierung, wenn sich der Blockgletscher in Nicht-Permafrostgebiete bewegt hat
  - dynamischer Inaktivität, wenn der Blockgletscher sich zu weit von seinem Schutthang entfernt hat, so dass er von seiner Schutt- und Eiszufuhr abgeschnitten ist.
- Fossile Blockgletscher sind eisfreie Schuttablagerungen ehemaliger Blockgletscher, somit Reliktformen in Nicht-Permafrostgebieten. Mit dem Schmelzwasser können die feinkörnigen Schluff- und Tonfraktionen, die mit dem Eis zusammen den Eiszement bildeten, ausgeschwemmt werden. Ein fossiler Blockgletscher kann daher auch bei Absenkung der Permafrostgrenze meist nicht mehr aktiv werden.

Felsige Blockgletscher (Bouldery Rock Glacier) bestehen aus sehr grobem Schuttmaterial (boulder ‚Felsblock‘), das sie aus einer höheren, zumeist über 100 Meter hohen Felswand beziehen. Sie sind meist über 200 m lang und zeigen durch die Bewegung eine wulstige Oberfläche und eine steile, instabile Stirn. Einige Autoren unterscheiden anhand der Korngröße des Materials geröllreiche Blockgletscher (Pebbly Rock Glacier). Sie bestehen aus in der Regel 15–20 cm großem Geröllmaterial und sind zumeist wesentlich kürzer als felsige Blockgletscher. Sie werden genährt von kleineren Felswänden aus wenig resistentem Gestein.

## Aufbau und Fließen

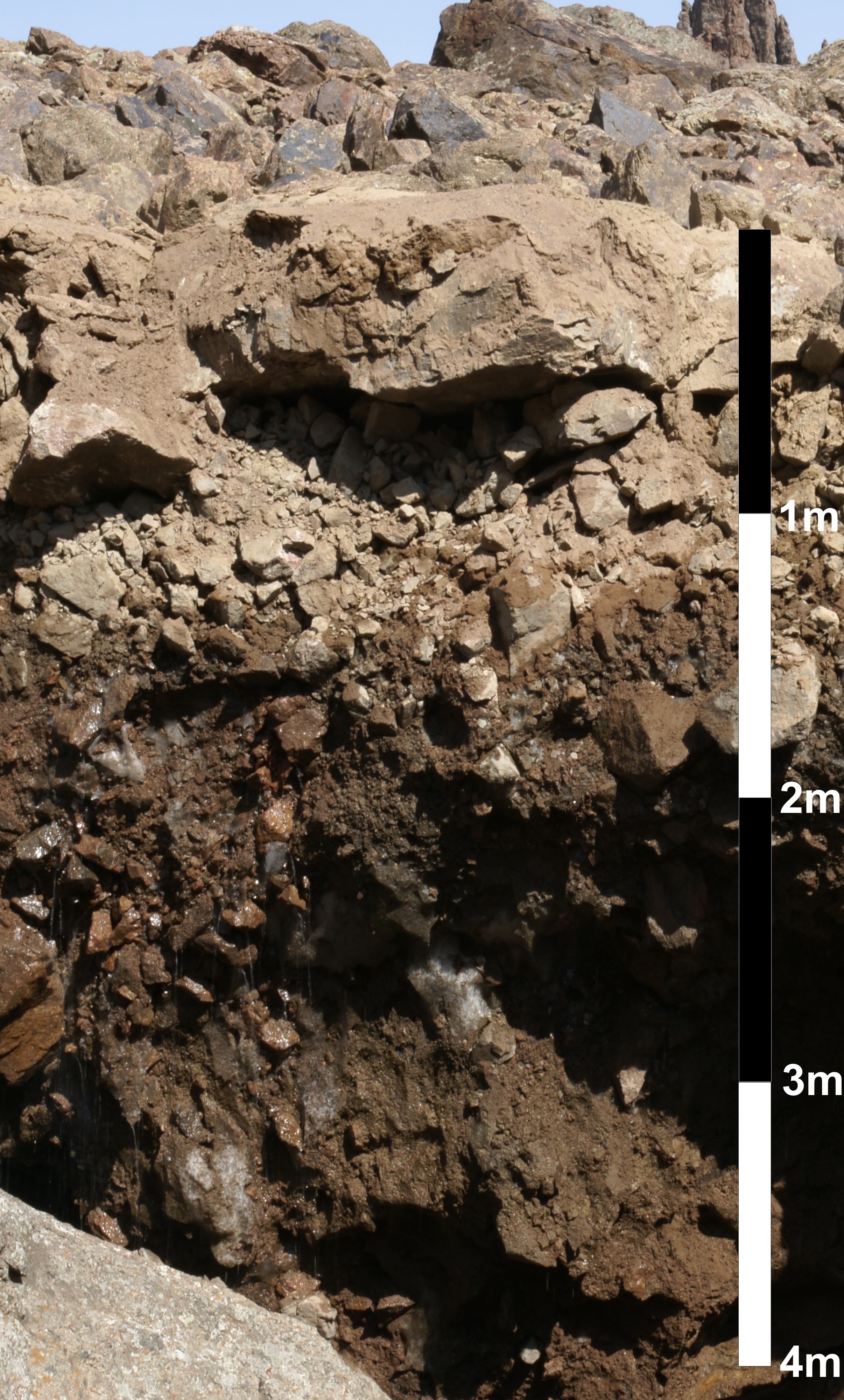
Natürlicher Aufschluss am Manschuk-Mametowa-Blockgletscher im nördlichen Tien Shan, Kasachstan im August 2010 (43.0774°N; 77.093°E, Höhe 3450 m). Unter dem 1,5 m mächtigen Auftauboden befindet sich das Schutt-Eis-Gemisch.

Blockgletscher heben sich als Bodeneiskörper verschiedener Größe deutlich von ihrer Umgebung ab. Ähnlich wie Gletscher können sie beim Zusammenfluss mehrerer Blockgletscher eine gemeinsame Zunge bilden. Gesteinsmaterial aus unterschiedlichen Zeiten sowie verschiedenen Gesteinsquellen ist dabei noch deutlich zu erkennen. Blockgletscher sind typischerweise mehrere hundert Meter lang und 100–200 Meter breit, erreichen aber auch Längen von mehreren Kilometern. Ihre Mächtigkeit liegt üblicherweise im Bereich von 30–50 Metern. Unter der grobblockigen Deckschicht beträgt der Eisgehalt des Blockgletschers oft 40–70 %, kann aber auch wesentlich höher sein.
Inaktive Blockgletscher weisen eine flachere Frontalstirn mit einem weicheren Übergang zwischen Stirn und Oberseite auf. Durch die fehlende Bewegung kann sich Vegetation bis zur Größe von Sträuchern und sogar kleineren Bäumen auf ihnen niederlassen. Reliktformen sind wegen des ausgeschmolzenen Eises durch irreguläre Strukturen sowie durch eine kollabierte Oberseite geprägt.
Blockgletscher können ein beachtliches Alter aufweisen, denn die Felsblöcke der oberflächennahen Schichten wirken als starke Isolierung und schützen den eisreichen Blockgletscherkern vor dem Ausschmelzen.

## Forschungsgeschichte und Untersuchung
Schon in den 1960er Jahren hat der Geomorphologe Dietrich Barsch von der Universität Basel aus regelmäßig Studien zur Bewegung und zum Aufbau von Blockgletschern durchgeführt. Die langjährigen Bewegungsmessungen wurden von Barsch ab 1975 von Heidelberg aus fortgesetzt. Sein Schüler Wilfried Haeberli, Kryosphärenforscher an der Universität Zürich, führte die Forschungsarbeiten mit geophysikalisch-klimatologischem Ansatz weiter. Beide haben mit ihren umfangreichen Bewegungsmessungen sowie klimatologischen und geophysikalischen Untersuchungen entscheidend zum wissenschaftlichen Kenntnisstand über die Entstehung und die Bewegung von Blockgletschern beigetragen. Dabei kamen vor allem neuere Verfahren der Seismik und Geoelektrik zum Einsatz. Auch wurden Kernbohrungen bis zur Blockgletscherbasis vorgenommen, und danach das Bohrloch geophysikalisch vermessen und instrumentiert. Viele dieser Untersuchungen wurden im Unter- und Oberengadin durchgeführt (Murtél-Corvatsch, Muragl, Macun) und durch Untersuchungen an Blockgletschern in den argentinischen Anden ergänzt.
In Österreich wurde die genaue Dynamik von alpinen Blockgletschern erstmals in den 1970er Jahren näher erforscht. Die zugehörigen Untersuchungen initiierte Adrian Scheidegger, der bis zu seiner Emeritierung 1991 Ordinarius für Geophysik an der TU Wien war.
Blockgletscher sind keine Gletscher und daher nicht Gegenstand der Gletscherkunde, sondern der Geomorphologie, insbesondere der Periglazialmorphologie, sowie der Hydrogeologie. Im Gegensatz zu Gletschern bilden sie sich nicht durch Anhäufung großer Schneemengen, sondern kommen vorwiegend in schneeärmeren Gebieten vor. Liegen die Voraussetzungen für Permafrost vor, so bildet und erhält sich der mächtige, gefrorene Schutt-Eiskern unter einer grobblockigen Deckschicht. Die grobblockige Deckschicht verhindert Einstrahlung und Luftzirkulation im Untergrund, die schwerere Kaltluft bleibt in den Hohlräumen unter der Deckschicht erhalten, und ein Energieaustausch zwischen Atmosphäre und Gesteinsuntergrund (Lithosphäre) ist kaum möglich. In grobblockigen Schutthalden der alpinen Periglazialstufe ist daher schon bei einer Jahresmitteltemperatur der Luft von −1,0 °C mit dem Auftreten von Permafrost zu rechnen.
Blockgletscher haben das Interesse der Wissenschaft erst relativ spät erregt, im Wesentlichen aus folgenden Gründen:
- Ihre Bedeutung als Wasser-Ressourcen – vor allem in trockenen (semiariden) Gebieten wie den chilenischen und argentinischen Anden, wo Bergseen und Gletscher kaum größere Wassermengen speichern.[10] Gleichzeitig sind sie dort (wegen des Klimas und der speziellen Gesteins-Erosion) sehr häufig und stellen nach den (Eis)-Gletschern die zweitwichtigsten Wasservorräte dar.

- Umgekehrt bringen sie einen bisher kaum berücksichtigten Anteil des sommerlichen Schmelzwassers in diesen trockenen Gebirgsregionen. Als hydrologischer Faktor in Hochwassermodellierungen sind sie zu berücksichtigen.[11]

- Sie sind Klimaindikatoren. Die untersten Vorkommen aktiver Blockgletscher im Hochgebirge entsprechen der Untergrenze des Permafrosts, die etwa bei der −1-°C-Isotherme liegt. Daher sind sie Indikatoren der heutigen Temperaturverhältnisse. Fossile Blockgletscher, die (fast) kein Eis mehr enthalten, weisen auf ehemals tiefere Lagen der Permafrostuntergrenze, somit auf klimatisch kältere Phasen hin, beispielsweise die Kleine Eiszeit in Europa.[12]

- Blockgletscher können hochalpine Böden stabilisieren. Als Erscheinungen des Dauerfrostbodens ersetzen sie in Trockengebieten die Wirkung der Vegetation, die es in zentralen Teilen der Anden nur bis in eine Höhe von etwa 3000 Metern gibt. In den Anden sind Blockgletscher oft die wesentlichen Faktoren, die Schutthängen zu gewisser Festigkeit verhelfen. Ohne Permafrost würden Hänge schneller erodieren und es könnten gefährliche Muren und großflächige Rutschungen auftreten und hochgelegene Siedlungen bedrohen.[10]

Die Dynamik der Bewegung ist eine interessante Herausforderung für mehrere geowissenschaftliche Disziplinen wie Bodenmechanik, Pedologie, Geodäsie, Geologie, Geophysik, Hydrologie und Geotechnik, sowie ihre Modellierung für die geowissenschaftliche Informatik. Dies kann daher nur in interdisziplinärer Kooperation erfolgreich sein.
Die Engadiner Blockgletscher wurden im Herbst 2022 in die Reihe der 100 geologischen Welterbestätten aufgenommen. Sie wurden von der International Union of Geological Sciences auserkoren und dürfen sich nun neben Berühmtheiten einreihen wie dem Zuckerhut in Brasilien oder dem Grand Canyon im US-Bundesstaat Arizona.